# Labium spiniferum
Labium spiniferum là một loài tò vò trong họ Ichneumonidae.